# Landkreis Tomaschow-Lubelski
Powiat Tomaschow-Lubelski (niem. Landkreis Tomaschow-Lubelski, Kreishauptmannschaft Tomaschow-Lubelski, pol. powiat tomaszowski) – jednostka podziału administracyjnego Generalnego Gubernatorstwa w latach 1939–1940, wchodząca w skład dystryktu lubelskiego. Siedziba powiatu znajdowała się w Tomaszowie Lubelskim.
Po wybuchu II wojny światowej i agresji ZSRR na Polskę obszar II Rzeczypospolitej przedzieliła Linia Mołotowa. Na części terenów II RP okupowanych wojskowo przez III Rzeszę (a więc tej, która nie została anektowana bezpośrednio przez Niemców), na podstawie dekretu Adolfa Hitlera z 12 października 1939 (z mocą obowiązującą od 26 października 1939), utworzono jednostkę administracyjno-terytorialną o nazwie Generalne Gubernatorstwo. Generalne Gubernatorstwo podzielone na cztery dystrykty, a te z kolei były podzielone na powiaty, gminy zbiorowe i wsie (właściwie dawne polskie gromady).
Jednym z powiatów dystryktu lubelskiego był Landkreis Tomaschow-Lubelski. Objął on początkowo następujące obszary, należące przed wojną do województw lubelskiego i lwowskiego:
- cały obszar powiatu tomaszowskiego z woj. lubelskiego – miasto Tomaszów Lubelski oraz gminy: Jarczów, Komarów, Kotlice, Krynice, Łaszczów, Majdan Górny, Majdan Sopocki, Pasieki, Rachanie, Tarnawatka i Tyszowce.
- fragment powiatu lubaczowskiego z woj. lwowskiego – miasto Cieszanów, gminy Narol Miasto i Płazów, połowę gminy Lipsko[4] (gromady Lipsko, Kadłubiska i Narol Wieś oraz część Łówczy o nazwie Wola) oraz połowę[5] gminy Cieszanów (gromady Lubliniec Nowy, Lubliniec Stary i Niemstów),
- dwa oddzielone fragmenty powiatu rawskiego z woj. lwowskiego – gminę Bełżec oraz gminę Tarnoszyn wraz z północną częścią miasta Uhnów z Zastawiem[6].

Po zmianie tej Landkreis Tomaschow-Lubelski obejmował 2 miasta (Tomaszów Lubelski i Cieszanów) i 19 gmin wiejskich podzielonych na 221 wsi (gromad).
29 kwietnia 1940 zmieniono podział dystryktu lubelskiego znosząc Landkreis Tomaschow-Lubelski, a jego obszar podzielono między:
- Landkreis Hrubieszów – gminy: Tarnoszyn (z włączoną do niej północną częścią miasta Uhnów z Zastawiem), Telatyn i Poturzyn,
- Landkreis Zamosc – miasta: Tomaszów Lubelski i Cieszanów oraz gminy: Bełżec, Cieszanów, Jarczów, Komarów, Kotlice, Krynice, Lipsko, Łaszczów, Majdan Górny, Majdan Sopocki, Narol Miasto, Pasieki, Płazów, Rachanie, Tarnawatka i Tyszowce.

Dystrykt lubelski funkcjonował do 25 lipca 1944. 22 sierpnia 1944 w nowym województwie lubelskim przywrócono powiat tomaszowski w granicach odpowiadającym terytorium Landkreis Tomaschow-Lubelski z lat 1939–1940 oprócz gminy Tarnoszyn, która pozostała w powiecie hrubieszowskim. Reaktywowany powiat objął zatem te obszary, które w kwietniu 1940 roku weszły w skład Landkreis Zamosc oraz gminy Telatyn i Poturzyn zwrócone ze zniesionego Landkreis Hrubieszów, a które przed wojną należały do powiatu tomaszowskiego. Mimo że dekretu PKWN z 21 sierpnia 1944 (Art. 12), postulował uchylenie podziału administracyjnego wprowadzonego przez okupanta, przy powiecie tomaszowskim pozostały wstępnie także gminy należące przed wojną do powiatu lubaczowskiego i do powiatu rawskiego, jako że zasadnicze części tych powiatów znajdowały się od lipca 1944 pod administracją ZSRR (w rejonach lubaczowskim, horynieckim, magierowskim, niemirowskim, rawskim i uhnowskim).
W październiku 1944, w wyniku wytyczenia granicy między ZSRR a Polską, miasto Cieszanów oraz gminy Cieszanów, Lipsko, Narol Miasto i Płazów z powiatu tomaszowskiego powróciły do resztkowego województwa lwowskiego w Polsce i reaktywowanego tam powiatu lubaczowskiego. Równocześnie powiat tomaszowski zwiększono o 7 sielsowietów rejonu uhnowskiego (Uhnów, Kornie, Machnów, Nowosiółki Kardynalskie, Nowosiółki Przednie, Poddębce, Werchrata i Wierzbica), 10 sielsowietów rejonu rawskiego  (Dziewięcierz, Huta Lubycka, Lubycza Kameralna, Lubycza Kniazie, Lubycza Królewska, Mosty Małe, Prusie, Teniatyska i Żurawce) i jeden sielsowiet rejonu niemirowskiego (Radruż) Z obszarów tych rekonstytuowano gminy Uhnów i Lubycza Królewska. Cztery gromady gminy Lubycza Królewska (Dziewięcierz, Prusie, Radruż i Werchrata) ustanowiły specyficzny podłużny i bardzo wąski klin powiatu tomaszowskiego (a zarazem województwa lubelskiego), wrzynający się w głąb resztkowego województwa lwowskiego. Dopiero po utworzeniu województwa rzeszowskiego 18 sierpnia 1945, cypel ten został zlikwidowany, a gromady te włączono do gminy Horyniec w powiecie lubaczowskim tamże. 9 sierpnia 1945 – z powodu bliższego położenia względem Tomaszowa Lubelskiego aniżeli Hrubieszowa – do powiatu tomaszowskiego z powiatu hrubieszowskiego przyłączono także gminę Tarnoszyn. 
W ramach umowy o zmianie granic z 15 lutego 1951 obszerne połacie położonej w Polsce Sokalszczyzny oraz część przedwojennego powiatu rawskiego odstąpiono ZSRR, tworząc z nich nowy rejon zabuski. W odniesieniu do powiatu tomaszowskiego, odłączono od niego na korzyść ZSRR wschodnią jedną trzecią gminy Uhnów (gromady Poddębce, Uhnów i Zastawie) oraz południową ćwierć gminy Tarnoszyn (gromady Korczów i Staje).

## Miejscowości
Lista największych miejscowości w Landkreis Tomaschow-Lubelski (liczba mieszkańców w 1943 roku w przełożeniu na stan administracyjny z 1940 roku):
| Miejscowość       | Status | Liczba mieszkańców | Gmina             |
| ----------------- | ------ | ------------------ | ----------------- |
| Tomaszów Lubelski | miasto | 6208               | Tomaszów Lubelski |
| Bełżec            | wieś   | 4260               | Bełżec            |
| Lubliniec Nowy    | wieś   | 2285               | Cieszanów         |
| Rzeczyca          | wieś   | 1715               | Tarnoszyn         |
| Majdan Górny      | wieś   | 1504               | Majdan Górny      |
| Cieszanów         | miasto | 1477               | Cieszanów         |
| Wożuczyn          | wieś   | 1468               | Komarów           |
| Ulhówek           | wieś   | 1453               | Tarnoszyn         |
| Tarnawatka        | wieś   | 1400               | Tarnawatka        |
| Ruda Różaniecka   | wieś   | 1374               | Płazów            |
| Rachanie          | wieś   | 1368               | Rachanie          |
| Korczów           | wieś   | 1360               | Tarnoszyn         |
| Lubliniec Stary   | wieś   | 1345               | Cieszanów         |
| Poturzyn          | wieś   | 1320               | Poturzyn          |
| Narol Miasto      | wieś   | 1233               | Narol Miasto      |
| Żuków             | wieś   | 1230               | Płazów            |
| Tarnoszyn         | wieś   | 1226               | Tarnoszyn         |
| Majdan Wielki     | wieś   | 1159               | Tarnawatka        |
| Huta Różaniecka   | wieś   | 1145               | Płazów            |
| Dyniska           | wieś   | 1129               | Tarnoszyn         |
| Paary             | wieś   | 1097               | Pasieki           |
| Komarów os.       | wieś   | 1080               | Komarów           |
| Lipsko            | wieś   | 1074               | Lipsko            |
| Dębina            | wieś   | 1067               | Tyszowce          |
| Starawieś         | wieś   | 1064               | Telatyn           |
| Śniatycze         | wieś   | 1058               | Komarów           |
| Narol Wieś        | wieś   | 1055               | Lipsko            |
| Korczmin          | wieś   | 1050               | Tarnoszyn         |
| Telatyn           | wieś   | 1046               | Telatyn           |
| Dub               | wieś   | 1044               | Kotlice           |
| Szarowola         | wieś   | 1005               | Tarnawatka        |
| Wasylów           | wieś   | 1001               | Tarnoszyn         |